# Vojkovická rovina
Vojkovická rovina je geomorfologický okrsek v severozápadní části Mělnické kotliny, ležící v okresech Mělník a Praha-východ ve Středočeském kraji. Nejvyšší bod území je vrch Dřínov (247 m n. m.).

## Poloha a sídla
Území okrsku se nachází mezi městy Kralupy nad Vltavou (na jihozápadě) a Neratovice (na jihovýchodě). Severní hranice vede přes obce Vojkovice, Zálezlice a Obříství, jižní hranice přes obce Úžice a Veliká Ves. Zcela uvnitř okrsku je město Veltrusy a větší obce Dřínov, Chlumín a Zlosyň.

## Geomorfologické členění
Okrsek Vojkovická rovina (dle značení Jaromíra Demka VIB–3C–5) náleží do celku Středolabská tabule a podcelku Mělnická kotlina.
Podrobnější členění Balatky a Kalvody, které člení až na úroveň podokrsků a částí, okrsek Vojkovická rovina nezná, uvádí pouze 3 jiné okrsky Mělnické kotliny (Lužecká kotlina, Staroboleslavská kotlina a Všetatská pahorkatina).
Vojkovická rovina sousedí s dalšími okrsky Středolabské tabule: Labsko-vltavská niva na západě, severu a východě, Kostelecká rovina na jihovýchodě a Kojetická pahorkatina na jihu.